# USS 새넌도어 (1862년)
최초의 USS 새넌도어(USS Shenandoah)는 미국 해군의 목조 스크류 슬루프였다. 새넌도어는 필라델피아 해군조선소에서 건조되어, 1862년 12월 8일 진수되었다. 이 배를 후원한 것은 미스 셀리나 파스코였으며, 이듬해 1863년 6월 20일 대니얼 B. 릿즐리 대위가 맡아 취역하였다.

## 남북전쟁
새넌도어는 6월 25일 펜실베이니아주 필라델피아를 출항하여, 정원을 채우기위해 보스턴으로 향하는 남군의 약탈선 태코니를 감시했다. 7월 11일, 새넌도어는 남군의 약탈선을 수색하며 항해를 했다. 조지스 앤 낸터킷 여울에서 항해를 하고 있던 플로리다 호는 거기에서 블럭 아일랜드와 새이블 곶으로 항진했다. 새넌도어가 7월 27일 보스턴으로 귀환하여 8월 4일에서 9월 8일까지 필라델피아 해군조선소로 입고되었다. 9월 12일, 노스캘리포니아주 뉴 인렛 연안에서 북대서양 봉쇄전대에 합류했다.
새넌도어는 이후 15개월을 노스캐롤라이나주 윌밍턴 연안을 순찰하는데 많은 시간을 보냈고, 나소와 윌밍턴 사이의 봉쇄로를 탐색하였다.

## 전기
- Wyllie, Arthur (2007). The Union Navy. Lulu.com. p. 668. ISBN 978-1-4303-2117-0. Url1